# للیسا دسیسا
للیسا دسیسا (انگلیسی: Lelisa Desisa؛ زادهٔ ۱۴ ژانویهٔ ۱۹۹۰) دونده ماراتن اهل اتیوپی است.
وی در مسابقات کشوری و بین‌المللی در مجموع برندهٔ ۶ مدال طلا، ۴ مدال نقره، ۲ مدال برنز شده‌است.